# 앙리 푸앵카레 상
앙리 푸앵카레상(영어: Henri Poincaré Prize)은 수리물리학에 큰 공헌을 한 학자들을 기리는 상이다. 1997년부터 매년 3년마다 국제 수리물리학 협회(International Association of Mathematical Physics)에서 수여하고 있다. 수상식은 세계 수리물리학 대회(International Congress on Mathematical Physics)의 일부로 진행된다. 프랑스의 저명한 수학자인 앙리 푸앵카레의 이름을 땄다.

## 수상자 목록
| 연도   | 세계 수리물리학 대회 위치 | 수상자                                                                                  |
| ------ | ------------------------- | --------------------------------------------------------------------------------------- |
| 1997년 | 오스트레일리아 브리즈번   | 루돌프 하크                                                                             |
| 1997년 | 오스트레일리아 브리즈번   | 막심 콘체비치                                                                           |
| 1997년 | 오스트레일리아 브리즈번   | 아서 와이트먼                                                                           |
| 2000년 | 영국 런던                 | 조엘 리바위츠(영어: Joel Lebowitz)                                                      |
| 2000년 | 영국 런던                 | 발터 티링(독일어: Walter Thirring)                                                      |
| 2000년 | 영국 런던                 | 야오홍저(중국어 간체자: 姚鸿泽, 정체자: 姚鴻澤, 병음: Yáo Hóngzé, 영어: Horng-Tzer Yau) |
| 2003년 | 포르투갈 리스본           | 아라키 후지히로(일본어: 荒木 不二洋)                                                    |
| 2003년 | 포르투갈 리스본           | 엘리엇 리브(영어: Elliott H. Lieb)                                                      |
| 2003년 | 포르투갈 리스본           | 오데드 슈람(히브리어: עודד שרם)                                                         |
| 2006년 | 브라질 리우데자네이루     | 류드비크 파데예프                                                                       |
| 2006년 | 브라질 리우데자네이루     | 다비드 뤼엘                                                                             |
| 2006년 | 브라질 리우데자네이루     | 에드워드 위튼                                                                           |
| 2009년 | 체코 프라하               | 위르크 프뢸리히(독일어: Jürg Fröhlich)                                                  |
| 2009년 | 체코 프라하               | 로베르트 자이링거(독일어: Robert Seiringer)                                             |
| 2009년 | 체코 프라하               | 야코프 시나이                                                                           |
| 2009년 | 체코 프라하               | 세드리크 빌라니                                                                         |
| 2012년 | 덴마크 올보르             | 날리니 아난타라만(Nalini Anantharaman)                                                  |
| 2012년 | 덴마크 올보르             | 프리먼 다이슨                                                                           |
| 2012년 | 덴마크 올보르             | 실비아 세르파티(프랑스어: Sylvia Serfaty)                                               |
| 2012년 | 덴마크 올보르             | 배리 사이먼(영어: Barry Simon)                                                          |

## 같이 보기
- 수리물리학
- 앙리 푸앵카레